# Jean Galéas Visconti
Pour les articles homonymes, voir Visconti.

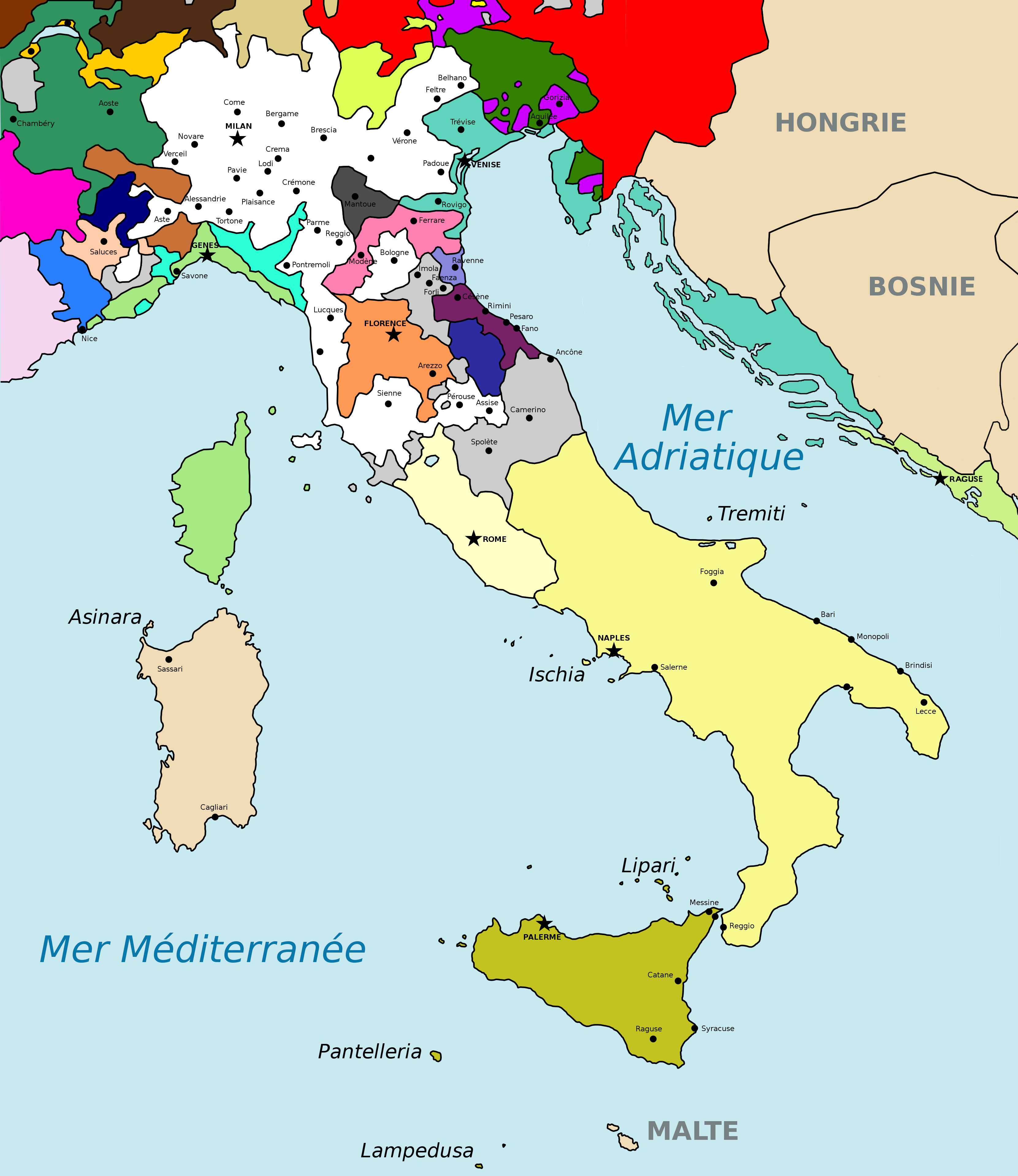
Carte de la péninsule italienne en 1402.
Archiduché d'Autriche
Comté de Gorizia
Comté de Nice
Comté de Provence
Comté de Savoie
Diocèse de Coire
Diocèse de Trente
Duché de Milan
États pontificaux
Marquisat de Ferrare
Marquisat de Malaspina
Marquisat de Mantoue
Marquisat de Monferrat
Marquisat de Saluces
Patriarcat d'Aquilée
République de Florence
République de Gênes
République de Venise
Royaume de France
Royaume de Naples
Royaume de Sicile
Seigneurie de Ravenne
Seigneurie de Rimini
Seigneurie d'Urbino
Valais
Autres États

Jean Galéas Visconti, en italien Gian Galeazzo Visconti, est un noble né le 16 octobre 1351 à Milan et mort le 3 septembre 1402 à Melegnano, seigneur de Milan en 1385, puis duc de Milan en 1395.

## Biographie
Il était le fils de Galéas II Visconti et de Blanche de Savoie. En juin 1360, l'année de ses neuf ans, son père lui fait épouser Isabelle de Valois, âgée de douze ans, fille du roi de France Jean II le Bon, mariage qui consacre l'union entre Galéas II et la famille royale française. Jean Galéas devient ainsi comte de Vertus (de la cité de Vertus en Champagne), titre créé par Jean II et apporté en dot par son épouse.
L'union, assurément ultérieure, est prolifique mais ne dure guère :
- leur premier enfant Jean Galéas naît le 4 mars 1366 et meurt en 1373, âgé de sept ans ;
- le second Azzone naît en 1368 et meurt le 2 octobre 1380, âgé de 12 ans ;
- Valentine naît en 1370 ou 1371 ;
- le dernier, Carlo naît en septembre 1372 et meurt bébé tandis que la mère, Isabelle, meurt des suites de l'accouchement le 11 septembre 1372, âgée de seulement 24 ans.

Le père de Jean Galéas était co-seigneur de Milan avec son frère Barnabé. À la mort de son père, le 4 août 1378, son oncle Barnabé lui concède le gouvernement de la partie occidentale de la Lombardie mais, se considérant seul seigneur de Milan, il désigne ses deux fils Ludovico et Rodolfo comme ses héritiers en mars 1379.
Jean Galéas demande à l'empereur Venceslas Ier la charge de vicaire impérial à la suite de son père, charge qui lui est concédée en janvier 1380. Barnabé néglige cette formalité et reste seul au pouvoir.
Le 2 octobre 1380, pour satisfaire les projets de son oncle, Jean Galéas épouse sa cousine Catherine, fille de Barnabé. En 1385, aidé par sa mère Blanche, Jean Galéas met au point un coup d'État au détriment de son oncle beau-père.
Le 6 mai 1385, avec Jacopo dal Verme, Ottone di Mandello et Giovanni Malaspina et à la tête d'une troupe de 500 lances, il fait prisonnier Barnabé et ses deux fils Ludovico et Rodolfo et les enferme dans le château de Porta Giovia et prend le pouvoir. Barnabé meurt en prison, le 19 décembre 1385, empoisonné par les soins de Jean Galéas. Jean Galéas a attendu plus de six ans pour se venger des brimades de son oncle.
Le 7 mai, Jean Galéas se rend à la forteresse de la porte Romaine (it) (Porta Romana). Le Conseil général lui confère le pouvoir sur la cité et du 8 au 14 mai, il occupe toutes les villes du fief. Seules les forteresses résistent plus longtemps.
Dès lors, ses ambitions n'ont plus de limites : en 1387, il soumet Vicence et Vérone ; en 1390, c'est Padoue qui est annexée ; le 11 mai 1395 il obtient de l'empereur Venceslas Ier l'élévation au titre de duc contre 100 000 florins d'or  ; ses prétentions de soumettre tout le nord de la péninsule italienne le lancent ensuite à la conquête de Pise, Pérouse, Assise et Sienne.
Florence, qui se sent directement menacée par les Visconti, arme une ligue qui met un terme à ses projets pan-italiens.
Jean Galéas est resté dans l'histoire pour sa folie des grandeurs. Il dépensa, par exemple, 300 000 florins d'or dans de gigantesques travaux d'endiguements pour dévier à son profit le Mincio de Mantoue et la Brenta de Padoue et enlever ainsi tous leurs moyens de défense à ces deux villes. C'est aussi à Jean Galéas que l'on doit l'église et le monastère de la Certosa à Pavie, le début des travaux d'édification de la cathédrale (il Duomo), faisant appel aux meilleurs artistes disponibles en Europe, ainsi que le château de Pavie commencé sous son père Galéas II et achevé par ses soins. Ce palais était alors, de loin, la plus splendide résidence princière d'Europe[réf. nécessaire]. Il y transféra sa célèbre bibliothèque et sa grande collection de reliques sacrées en lesquelles il avait une foi tout à fait particulière.
Avant de mourir, Jean Galéas partagea l'État entre ses fils, laissant à Jean Marie le duché, à Philippe Marie le comté de Pavie et à Gabriel Marie, un enfant naturel, la seigneurie de Pise.
Il succomba à l'épidémie de peste de 1402, dans le château de Melegnano, laissant les caisses de l'État exsangues et une veuve en sérieuses difficultés financières. Après sa mort, l'état autoritaire qu'il avait maintenu avec toutes sortes de violences partit rapidement en pièces.

## Descendance
De son union avec Isabelle de Valois naquirent trois enfants :
- Valentine Visconti, héritière d'Asti, (1368-1408), mariée en 1389 à Louis (1372-1407), duc d'Orléans, et postérité ;
- Azzone, mort en 1372, sans descendance ;
- Charles, né en septembre 1372, mort jeune sans descendance.

De son union avec Catherine naquirent deux fils :
- Jean Marie né en 1388 ;
- Philippe Marie né en 1392.

Il eut également un fils naturel, Gabriel Marie, avec sa maîtresse Agnès Mantegazza.